# Sesserant
Der Sesserant ist ein Flüsschen in Frankreich, das im Département Doubs in der Region Bourgogne-Franche-Comté verläuft. Er hat eine Länge von rund drei Kilometern und entwässert generell in nordöstlicher Richtung. Die Bedeutung des Sesserant ergibt sich lediglich aus seinem Nebenfluss Audeux, der mit rund 24 Kilometern Länge das weitaus größere Einzugsgebiet hat.

## Geographie

### Verlauf

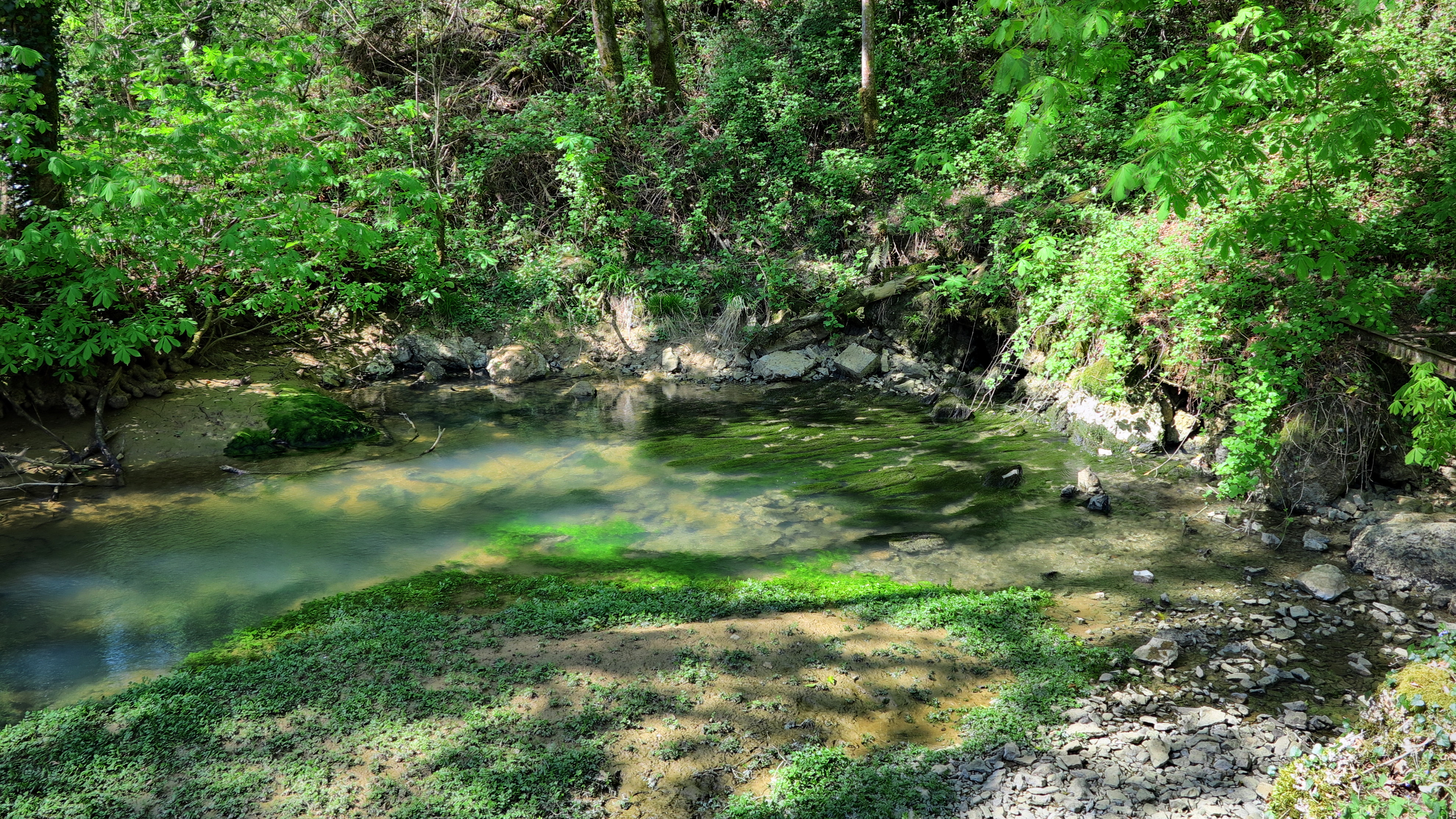
Source du Sesserant

Der Sesserant entspringt in den nordwestlichen Ausläufern des Jura, im Gemeindegebiet von Silley-Bléfond, aus einer Karstquelle. Sie liegt unweit der Mühle Bléfond. Das Quellwasser stammt aus dem unterhalb von Kloster La Grâce-Dieu zeitweise vollständig versickernden Audeux. Bei höherem Wasserstand erreicht der Audeux den Sesserant oberirdisch und fließt ihm etwa 130 m unterhalb der Source du Sesserant als bereits 24 km langer Nebenfluss zu.
Nach seinem Quellbereich fließt der Sesserant durch die Schlucht Cuves de Bléfond, wo er über den Wasserfall Saut du Sesserant stürzt. Unterhalb von Pont-les-Moulins mündet er als linker Nebenfluss in den Cusancin.

### Orte am Fluss
- Pont-les-Moulins